# Nút giao thông khác mức

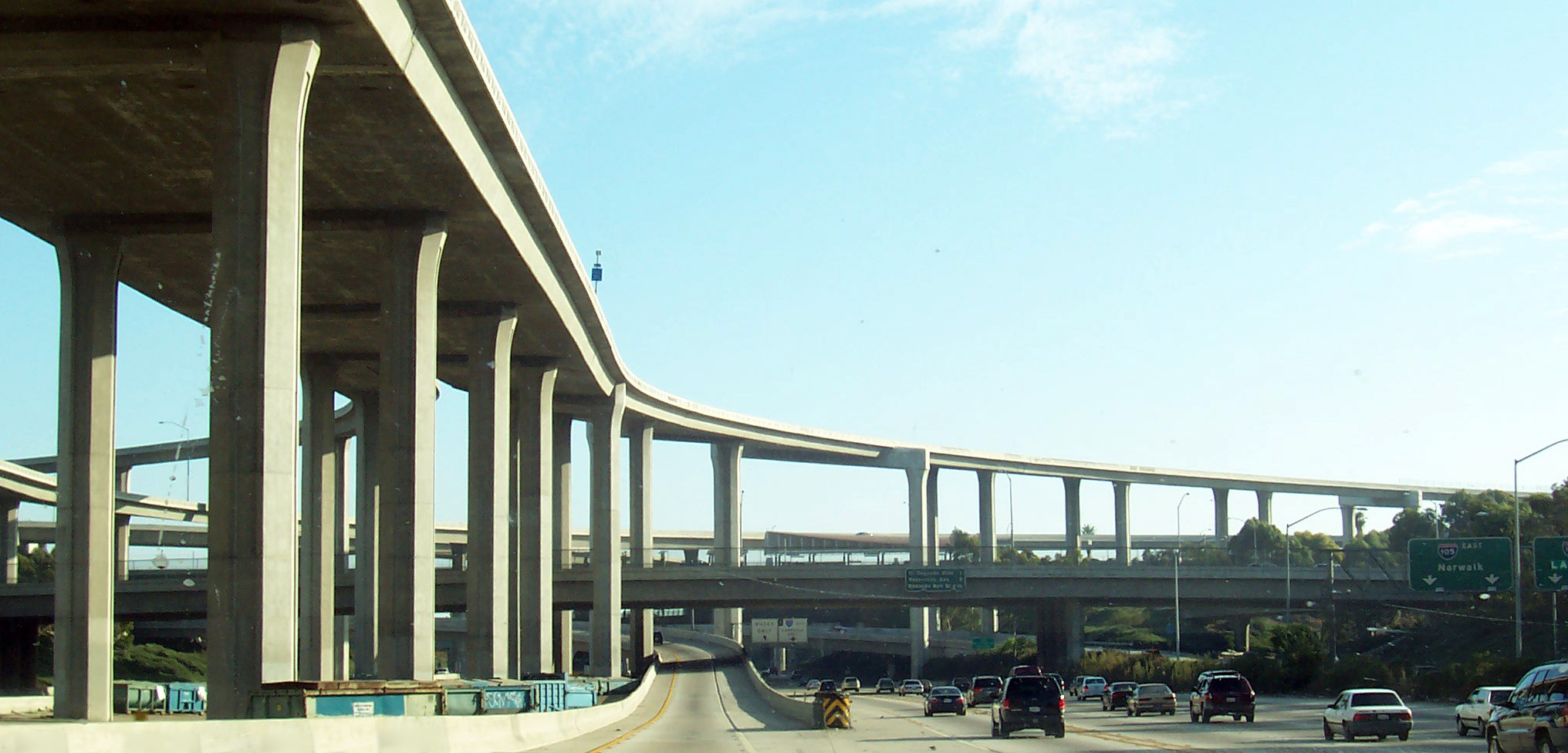
Nút giao thông khác mức Judge Harry Pregerson ở Los Angeles, California, Hoa Kỳ.

Nút giao thông khác mức (tiếng Anh: interchange) trong giao thông đường bộ là một loại nút giao thông sử dụng phân mức để dòng lưu thông trên đường này không xung đột trực tiếp với dòng lưu thông trên đường khác. Trong thiết kế nút giao khác mức, các loại cầu vượt, các đường nhánh chuyển làn hay được sử dụng.
Có các loại nút giao thông khác mức bốn chiều, ba chiều, hai chiều và một chiều.

## Thuật ngữ

### Nút giao đường cao tốc
Một loại nút giao thông nối một đường cao tốc với một công trình khác, với các đường khác hoặc với một trạm dừng nghỉ đường cao tốc. Các nút giao thông thường (nhưng không phải luôn luôn) được đánh số theo thứ tự hoặc theo khoảng cách từ một điểm cuối của tuyến đường ("điểm bắt đầu" của tuyến đường).
Hiệp hội Quan chức Giao thông và Xa lộ Tiểu bang Mỹ (AASHTO) định nghĩa nút giao thông là "một hệ thống đường kết nối với nhau kết hợp với một hoặc nhiều tầng cung cấp sự di chuyển của giao thông giữa hai hoặc nhiều đường hoặc đường cao tốc ở các cấp độ khác nhau."

### Nút giao hệ thống
Một nút giao kết nối nhiều đường cao tốc.

### Nút giao dịch vụ
Một nút giao kết nối đường chính với đường cấp thấp hơn, chẳng hạn như đường trục chính hoặc đường gom.
Đường chính là đường cao tốc trong nút giao thông dịch vụ, trong khi đường giao nhau là đường cấp thấp hơn thường bao gồm các nút giao thông đồng mức hoặc bùng binh, có thể vượt qua hoặc bên dưới đường chính.

### Nút giao hoàn thiện
Một nút giao mà tất cả các hướng di chuyển có thể có giữa các đường cao tốc có thể được thực hiện.

### Nút giao chưa hoàn thiện
Một giao lộ thiếu ít nhất một hướng di chuyển giữa các đường cao tốc.

### Đường nối
Một đoạn đường ngắn cho phép các phương tiện đi vào hoặc ra khỏi đường cao tốc.
Phương tiện đi vào đang đi vào đường cao tốc qua đoạn đường nối vào hoặc đoạn đường vào, trong khi phương tiện đi ra đang rời khỏi đường cao tốc thông qua đoạn đường nối ngoài hoặc đoạn đường ra.

### Đường nối định hướng
Một đoạn đường cong về hướng di chuyển mong muốn; tức là đoạn đường rẽ trái đi ra từ phía bên trái của đường (lối ra bên trái).

### Đường nối bán định hướng
Đoạn đường nối thoát ra theo hướng ngược lại với hướng di chuyển mong muốn, sau đó rẽ về hướng mong muốn. Hầu hết các chuyển động rẽ trái được cung cấp bởi đoạn đường nối bán định hướng đi ra bên phải, thay vì đi ra từ bên trái.

### Đan xen
Một tình huống không mong muốn khi giao thông vào và ra khỏi đường cao tốc phải băng qua đường trong một khoảng cách giới hạn.

## Lịch sử
Khái niệm đường cao tốc có kiểm soát ra vào được phát triển vào những năm 1920 và 1930 ở Ý, Đức, Hoa Kỳ và Canada. Ban đầu, những con đường này có nút giao cùng mức dọc theo chiều dài của chúng. Các nút giao thông đã được phát triển để cung cấp khả năng tiếp cận giữa các đường cao tốc mới này và các đường phố có lượng người qua lại đông đúc. Đường Bronx River Parkway và Long Island Motor Parkway là những con đường đầu tiên có đường được phân mức. Kỹ sư Arthur Hale của bang Maryland đã nộp bằng sáng chế cho thiết kế nút giao thông dạng hoa thị vào ngày 24 tháng 5 năm 1915, mặc dù công trình đường bộ mang tính khái niệm chưa được thực hiện cho đến khi một nút giao thông dạng hoa thị được mở vào ngày 15 tháng 12 năm 1929 tại Woodbridge, New Jersey, nối liền Tuyến đường New Jersey 25 và Tuyến đường New Jersey 4 (nay là Tuyến Hoa Kỳ 1/9 và Tuyến New Jersey 35). Nó được thiết kế bởi công ty kỹ thuật Rudolph và Delano ở Philadelphia, dựa trên thiết kế được đăng trên một tạp chí của Argentina.

#### Dạng hoa thị

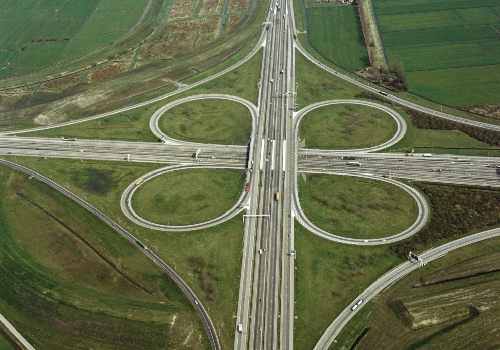
Nút giao thông lập thể dạng hoa thị điển hình

Nút lập thể hoa thị

#### Dạng vòng xoay

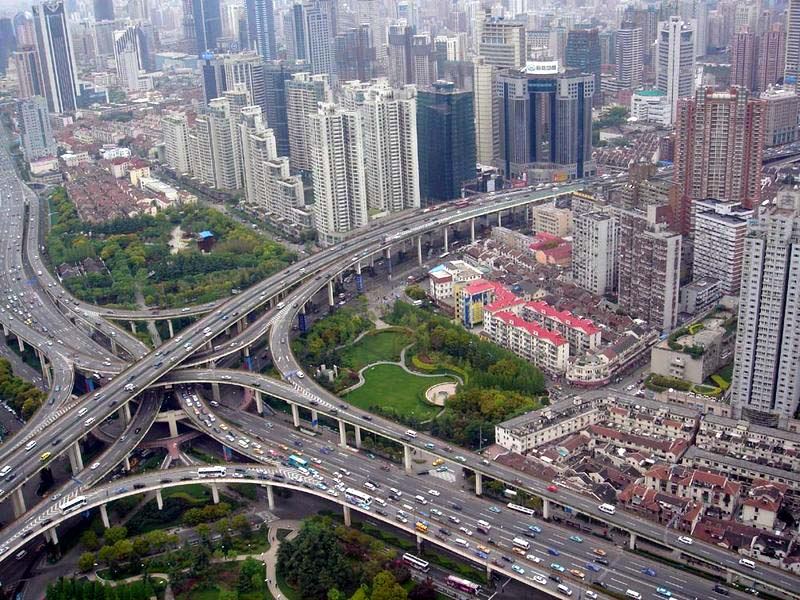
Nút giao thông khác mức dạng vòng xoay ở Thượng Hải, Trung Quốc.